# Marga Almirall
Marga Almirall   (la Floresta, 1989) és una realitzadora i muntadora audiovisual, cineasta catalana. És responsable dels projectes educatius de la cooperativa de cinema Drac Màgic.
És llicenciada en Comunicació Audiovisual per la Universitat Autònoma de Barcelona i va cursar el Postgrau en Muntatge audiovisual de la Universitat Pompeu Fabra. Ha cursat també el Laboratori de Documental Feminista de La Bonne (2019-2020) i cursos de teoria i crítica cinematogràfica.
Des de 2016 és corresponsable de continguts de la cooperativa promotora de mitjans audiovisuals Drac Màgic on coordina el projecte educatiu de formació en llenguatges audiovisuals «Construir Mirades», per posar en contacte la mainada i el jovent amb films destacats de la història del cinema, fer-los conèixer com funciona la fotografia i quins són els fonaments bàsics del vídeo. Juntament amb Marta Nieto van dur el projecte fora de Catalunya; el van presentar al Festival Punto de Vista, que va tenir lloc a Pamplona, on van impartir tallers educatius per a escolars.
Almirall col·labora amb la distribuïdora de pel·lícules infantils Pack Màgic, que ofereix una alternativa al cinema infantil, amb pel·lícules d'alt valor artístic i pedagògic i que solen tenir cura dels rols de gènere i de les diferents realitats familiars. També col·labora amb la Mostra Internacional de Films de Dones de Barcelona; com a representant de l'esmentada Mostra, va ser membre del jurat internacional de l'Internationales Frauen Film Fest (Festival Internacional de Films de Dones) de Dortmund-Koln de 2021. Com a cineasta treballa amb el muntatge d’apropiació i ha realitzat el vídeo-assaig Estimada (vida) diària (2016) i els curtmetratges Ho vull veure tot (2018), Elena Universo (2019) i El que encara balla en mi (2021).
Conjuntament amb Marta Nieto ha realitzat els assajos per a Soy Cámara: La carcajada de la medusa (2018) i De un cuerpo a esta parte (2019).